# Rech
Rech település Németországban, Rajna-vidék-Pfalz tartományban. Lakosainak száma 519 fő (2023. december 31.).

## Népesség
A település népességének változása:
| Lakosok száma | 567  | 548  | 564  | 564  | 524  | 527  | 519  |
|               | 1975 | 2017 | 2018 | 2019 | 2021 | 2022 | 2023 |